# My Defense
My Defense ist eine deutsche Hardcore Punk-Band, die 2005 in Köln gegründet wurde.

## Stil
Das Ziel der Band war, sich nicht an aktuellen musikalischen Trends zu orientieren. Stilistisch bewegen sich My Defense im Bereich des klassischen, "old-school"-haften und melodischen Hardcores der 90er-Jahre. So sind die Stücke durch New Yorker und kalifornischen Hardcore jener Zeit deutlich beeinflusst und zeichnen sich durch schnelle Rhythmen sowie harte und melodische Riffs im Wechsel miteinander aus.

## Geschichte
Im Laufe der Jahre kam es zu mehrmaligen Mitgliederwechseln, bis sich die heutige Formation aus Perry S., Chuck Balzer, Bär, Merlin K. und Björn E. bildete.
Die erste Veröffentlichung fand Ende 2005 statt, das in Eigenregie entstandene 5-Track-Demo Here's My Rage. Diesem folgten zahlreiche Live-Auftritte mit Bands der lokalen Hardcore- und Punk-Szene und schließlich 2007 das erste Album der Band, God Damn Those Hardcore Junkies (erschienen auf Striving for Togetherness Records).
Im Folgejahr produzierten My Defense die 6-Stück-Demo-EP I'MBREAKABLE, welcher im Jahre 2009 die EP Make a Choice folgte.
Mit der letzten Besetzungsänderung im Jahre 2011 besteht die Band seitdem stabil und brachte in den Folgejahren eine EP (Delorean, 2012) heraus sowie die erste Vinylveröffentlichung in Form des Albums No Place Like Home (2014).

## Diskografie
- 2005: Here's My Rage (Eigenproduktion)
- 2007: God Damn Those Hardcore Junkies (Striving for Togetherness Records)
- 2008: I'MBREAKABLE (Eigenproduktion)
- 2009: Make a Choice
- 2012: Delorean
- 2014: No Place Like Home